# Rudolph Sophus Bergh
Rudolph Sophus Bergh (født 22. september 1859 i København, død 7. december 1924 i Davos, Schweiz) var en dansk zoolog, komponist og lærer ved Det Kongelige Danske Musikkonservatorium fra 1922. Han var søn af Rudolph Bergh.
I 1883 blev han gift med Emma Brandes, derefter (senest) 1895 med Elisabeth Henriette Johanna Gyssling, i 1898 med (senere maler) Asta Heyman, datter af Philip W. Heyman (senere gift med Mario Krohn) og endelig i 1908 med koncertsanger Emilie Henriette Franzisca Tiecke. Komponisten Alfred Tofft var hans svigersøn.
Bergh blev student 1876 fra Metropolitanskolen og studerede derefter zoologi. I 1882 tog han magisterkonferens og arbejdede de følgende år dels i Würzburg i Tyskland dels i Villefranche-sur-Mer i Frankrig. Det første sted udførte han bl.a. den undersøgelse over hesteiglens udvikling der skaffede ham doktorgraden i 1885. I nogle år virkede han som privatdocent ved universitetet hvorpå han 1889 ansattes som midlertidig docent i histologi og embryologi. 1898 blev han medlem af Videnskabernes Selskab. I 1903 opgav han imidlertid efter personlige problemer sin videnskabelige karriere for udelukkende at hellige sig musikken. Samtidig tog han ophold i Tyskland, først i Berlin og senere i nærheden af Bonn. Efter krigen vendte han dog hjem for at blive lærer ved musikkonservatoriet, og i 1922 medlem af direktionen. Hans virke her blev dog af kort varighed. En tuberkuløs lidelse berøvede ham først den ene fod og ramte derefter en arm, og under et kurophold i Davos i Schweiz døde han af lungebetændelse. Hans urne står på Gentofte Kirkegård.
Som universitetslærer høstede Bergh megen anerkendelse; han var en begejstret talsmand for det nye, for mikroskopien, for udviklingslæren og for laboratoriearbejdet, og hans lærebøger Forelæsninger over den almindelige Udviklingshistorie 1887 og Forelæsninger over den dyriske Celle 1892, der begge også foreligger på tysk, er velskrevne og vidner om hans kapacitet som zoolog.
På musikkens område var Bergh elev i teori af Orla Rosenhoff og i instrumentation af Eyken i Berlin. Han var stærkt påvirket af Johannes Brahms, med også af Carl Nielsen. Han har skrevet en mængde sange, forskellig kammermusik, orkesterværker og større korværker. Det er næsten alt sammen musik af meget alvorlig karakter. Han har desuden skrevet nogle bøger om musik: Musikken i det nittende Aarhundrede 1919 og Musikkens Historie indtil Beethoven 1926 samt en lang række artikler af skarp polemisk karakter. Bl.a. var han involveret i en debat om Arnold Schönbergs musik med komponisten Paul von Klenau. Berghs synspunkt fremførtes i i Politikens Kronik, den 15.12 1921: ”Problemet Arnold Schönberg.” og Klenaus svar i Politikens Kronik, den 3.1. 1922: ”Har vor Tids Musik sin Berettigelse?”

## Værker
- Tragische Symphonie
- Asche der Ehe
- Den hellige ilds bjerg (kor og orkester)
- Requiem für Werther (kor og orkester)